# Adolf VI av Holstein
Greve Adolf VI av Holstein, född omkring 1256, död 13 maj 1315, begravd i Loccum, greve av Holstein-Schauenburg i Grevskapet Schauenburg (senare med stavning Schaumburg) och Pinneberg 1290-1315. Son till greve Gerhard I av Holstein (död 1290) och Elisabet av Mecklenburg (död 1280).
Adolf var munk 1285 men gifte sig 14 februari 1294 med Helene av Sachsen-Lauenburg (född omkring 1272, död efter 13 september 1337, begravd i Loccum), dotter till otter till hertig Johan I av Sachsen-Lauenburg (död 1286) och Ingeborg Birgersdotter (Bjälboätten). Paret fick följande barn:
1. Adolf VII av Holstein-Schauenburg (död 1352/1353), greve av Holstein-Schauenburg
2. Gerhard von Schauenburg (efter 1297-1353), biskop av Minden 1347
3. Erich von Schauenburg (omkring 1304-1350), biskop av Hildesheim 1331